# Rockhead's Paradise
Le Rockhead's Paradise, parfois référé simplement comme le Rockhead's, fut une boîte de nuit à Montréal, au Québec. Active entre 1931 et 1977, la boîte est le premier bar du Canada à appartenir à un homme d'affaires noir. Reconnu comme endroit emblématique du jazz nord-américain, le Rockhead's présente des chanteurs, des danseurs, des comédiens et d'autres artistes afro-américains, principalement venus des États-Unis, accompagnés sur scène par un groupe en résidence de musiciens noirs locaux. 
Le bâtiment de trois étages abrite également un bar au rez-de-chaussée, où se produisent des musiciens de jazz, ainsi qu'une taverne,,.

## Historique
En 1928, Rufus Nathaniel Rockhead, un immigrant d'origine jamaïcaine, vétéran de la Première Guerre mondiale et ancien porteur ferroviaire, achète le bâtiment situé au 1258, rue Craig (aujourd'hui rue Saint-Antoine) Ouest, au coin de la rue de la Montagne, dans le quartier de la Petite-Bourgogne,. Après près de 11 mois d’attente, Rockhead devient le premier Noir au Canada à obtenir un permis de vente d’alcool. Tout au long de ce processus, il fait face à une forte discrimination en tant que propriétaire d’entreprise noir. Bien que le Canada ne soit pas régi par des lois ségrégationnistes à l’époque, le racisme y reste bien enraciné. Sa demande est d’abord refusée par le commissaire des alcools, qui déclare ne pas donner « de permis aux personnes de couleur ». 
En 1931, celui-ci transforme les deuxième et troisième étages en une boite de nuit de style cabaret. Le club devient célèbre pour la haute qualité de ses spectacles et pour l'hospitalité de son propriétaire qui, selon les récits de l'époque, accueillait les clients individuellement en haut des escaliers. 
Des musiciens et artistes afro-américains de renom, tels que Duke Ellington, Louis Armstrong, Cab Calloway, Billie Holiday et Ella Fitzgerald, fréquentaient régulièrement le club après leurs engagements ailleurs en ville, se joignant parfois de façon impromptue au groupe en résidence sur scène. Au cours des années 1940, le club devient également reconnu pour accueillir certaines des premières performances montréalaises de ceux qu’on appelait alors des imitateurs féminins (en), mettant en vedette des artistes comme Dick Montgomery, Malva Bolda et Billie McAllister.
Le club est situé dans la Petite-Bourgogne, un quartier résidentiel à majorité noire du centre-ville, où plusieurs musiciens de jazz canadiens ont grandi, notamment Oscar Peterson et Oliver Jones. Bien que le club soit populaire auprès des clients noirs et blancs, certains Canadiens blancs estiment alors qu'il « met en péril la moralité des Canadiens blancs et la féminité blanche en particulier ». 
En 1937, le premier ministre du Québec, Maurice Duplessis, fait adopter la loi du cadenas, une mesure rendant illégale la distribution de propagande communiste et autorisant les autorités à fermer tout bâtiment jugé suspect. Le Rockhead's, comme nombre d'autres endroits fréquentés par des clients noirs, est alors sous surveillance constante. Les clients et les travailleurs sont souvent témoins de raids menés par les autorités,,. Ceci, combiné au contrôle exercé par le maire Jean Drapeau sur les lieux de vice dans la ville, pousse le Rockhead's à fermer temporairement ses portes entre 1953 et 1961,. 
En 1975, Rufus Rockhead est victime d'un accident vasculaire cérébral. Deux ans plus tard, en raison de difficultés financières, le Rockhead's ferme officiellement ses portes. Son fils, Kenny Rockhead, vend le club à Roué Doudou Boicel, un entrepreneur d'origine guyanaise. Boicel tente alors de déménager sa boîte de nuit, le Rising Sun, à l'emplacement du Rockhead's Paradise sur la rue Sainte-Antoine Ouest. Ce déménagement s'avère infructueux en raison des dettes accumulées par l'ancien propriétaire,.  
Rufus Nathaniel Rockhead décède dans un hôpital pour vétérans de Montréal en 1981. Peu de temps après, le bâtiment du Rockhead's Paradise est démoli. 
En 1989, la ville de Montréal rend hommage à Rufus Rockhead en nommant une rue en son honneur,.
En 2012, le pianiste montréalais Billy Georgette organise « Rockhead's Last Jam », un événement en hommage au club et à son propriétaire. Le jam session comprend Oliver Jones, Norman Marshall Villeneuve, Leroy Mason, Glenn Bradley et Richard Parris.
Le 19 janvier 2024, Rufus Nathaniel Rockhead est désigné personnage historique national par le gouvernement du Canada.